# مسجد صدرايد
مسجد صدرايد، أو صدريد مسجد تاريخي ويعد من أقدم المساجد في منطقة عسير (جنوب غرب  السعودية)، يقع في بلدة صدرايد بمحافظة النماص، ويعود تاريخ تأسيسه إلى القرن التاسع الميلادي. أدخل المسجد ضمن مشروع محمد بن سلمان لتطوير المساجد التاريخية.

## التاريخ
شيد مسجد صدرايد في عهد الخليفة العباسي، هارون الرشيد، عام 786م (170 هـ)، ويضم في محرابه نقشاً مؤرخاً في شهر ربيع الآخر عام 170هـ، وينسب المسجد إلى قرية صدرايد، التي تعد من أقدم القرى الأثرية في جنوب السعودية، حيث يزيد عمرها عن 3000 عام، وتبعد عن مدينة النماص ثلاثة كيلو مترات، وكان المسجد الوحيد الذي تقام فيه صلاة الجمعة في المحافظة.

## نمطه المعماري
بني المسجد على النمط المحلي في بلدات محافظة النماص، حيث استخدم في بناءه الحجر والطين، على مساحة 138 متراً مربعاً، وسُقف بجذوع شجر العرعر، ويتكون من:
- بيت للصلاة
- فناء خارجي
- ميضأة من الحجر
- وبئر مياه